# エヴァンズ (DD-552)
エヴァンズ (USS Evans, DD-552) は、アメリカ海軍の駆逐艦。フレッチャー級。艦名はアメリカ海軍の将校ロブリー・D・エヴァンズに因む。その名を持つ艦としては2隻目。

## 艦歴
「エヴァンズ」は1942年10月4日にアラバマ州チカソーのガルフ造船所にて建造され、C・E・イッシャーウッド夫人により命名・進水、1943年12月11日に就役した。
東海岸から真珠湾を経由して1944年3月29日にマジュロに到着し、補給艦「シマロン」を大洋の給油地点まで護衛した。その後5月13日までマーシャル諸島の日本領海の環礁にて対潜哨戒を行った。ハワイ諸島での訓練後、6月3日に真珠湾を出港し6月15日から始まったサイパンの戦いにおいて第58任務部隊の補給部隊を護衛した。マリアナ諸島を制圧した後も夏までこの補給部隊の護衛に従事した。
1944年8月26日にエニウェトク環礁を出港、10月30日にウルシー環礁に入りパラオ攻撃のための補給部隊を護衛した後、1945年1月11日まで同地で哨戒および護衛任務に就いた。その後対潜哨戒や硫黄島への上陸部隊を護衛した。

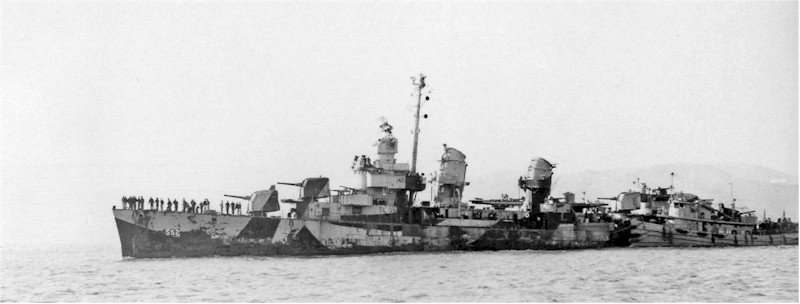
1945年7月28日、メア・アイランド海軍工廠に到着した「エヴァンズ」の損傷箇所を示す側面画像。

1945年3月21日、「エヴァンズ」は沖縄戦に参加する護衛空母を支援するためにウルシー環礁を出発し、4月1日から5月2日の慶良間諸島へ入港するまで、護衛空母と共に行動した。その8日後、駆逐艦「ヒュー・W・ハドレイ」と共に沖縄北西の通信基地へ向かった。5月10日から11日にかけての夜間、特攻機100機以上が駆逐艦2隻および上陸支援艇に襲いかかった。「エヴァンズ」は迎撃に努め多くを撃墜したが、立て続けに4機の突入を受けた。機関室の浸水により電源が喪失、搭乗員は懸命に消火にあたったが32名が死亡、27名が負傷し、5月14日に慶良間諸島に曳航され、応急修理を受けた。本艦はその高い勇敢さと功績を評価され大統領殊勲部隊章を授与された。

## 退役
慶良間諸島で応急修理を行った後、サンフランシスコへ曳航されたが11月7日に退役。1945年11月28日に海軍船籍から抹消され、1947年2月11日にスクラップ処分となった。

## 受章
大統領殊勲部隊章に加えて、「エヴァンズ」は第二次世界大戦の戦功により5つの従軍星章を受章した。